# عبدالله الکربی
عبدالله الکربی (انگلیسی: Abdulla Al-Karbi؛ زادهٔ ۱۰ ژوئن ۱۹۹۰) بازیکن هندبال اماراتی‌تبار اهل قطر است.